# Leptochiton fuliginatus
Leptochiton fuliginatus är en blötdjursart som först beskrevs av Reeve 1847.  Leptochiton fuliginatus ingår i släktet Leptochiton och familjen Leptochitonidae. Inga underarter finns listade i Catalogue of Life.